# Räumliches Lochbrennen
Räumliches Lochbrennen (englisch spatial hole burning) ist ein Effekt in der Physik der Laser, der dazu führt, dass im Lasermedium bestimmte Bereiche nicht konstruktiv zur Lasertätigkeit beitragen. Er ist eine der beiden Formen des Lochbrennens.

## Beschreibung
In einem Laser mit linearem Resonator, also einem Resonator mit zwei sich gegenüberliegenden Spiegeln, bilden sich stehende elektromagnetische Wellen aus. An den Knoten, wo die elektrische Feldstärke null ist, kann die Besetzungsinversion nicht abgebaut werden. Es bilden sich „Löcher“, also inaktive Zonen im Lasermedium, die nicht am Laservorgang teilnehmen können.

## Folgen
Atome, die sich in den Bereichen der Löcher befinden, können nicht für den Laservorgang auf der gewünschten Lichtfrequenz genutzt werden. Dies kann dazu führen, dass sich andere stehende Wellen mit meist ungewünschten Wellenlängen, im Resonator bilden, die ihre Maxima ungefähr bei den Löchern der ursprünglichen Welle besitzen.

## Gegenmaßnahmen
Um räumliches Lochbrennen zu verhindern, kann anstelle eines linearen Resonators ein Ringresonator verwendet werden, da sich darin keine stehenden Wellen ausbilden. Ein Ringresonator ist jedoch auch aufwändiger zu justieren. Weiterhin ist es möglich, wellenlängenselektive Elemente in den Laser einzubauen, die ungewünschte Wellenlängen herausfiltern.

## Weiterführendes
- Spatial Hole Burning in der Encyclopedia of Laser Physics and Technology (englisch)
- F. Kneubühl, M. Sigrist: Laser. 7. Auflage. Vieweg + Teubner, Wiesbaden 2008, ISBN 978-3-8351-0145-6.